# 张泽 (材料学家)
张泽（1953年1月29日—），男，原籍北京，生于天津，中国材料科学晶体结构专家，中国科学院物理研究所研究员，现任浙江大学材料系教授、博士生导师。

## 生平
1980年毕业于吉林大学物理系，1987年获中国科学院金属研究所博士学位。2001年当选为中国科学院院士。2001年6月，中国科学技术协会第六次全国代表大会召开，并选举其出任第六届全国委员会常务委员。